# 7121 Busch
7121 Busch eller 1989 AL7 är en asteroid i huvudbältet som upptäcktes den 10 januari 1989 av den tyske astronomen Freimut Börngen vid Tautenburg-observatoriet. Den är uppkallad efter den tyske författaren Wilhelm Busch.
Asteroiden har en diameter på ungefär 5 kilometer och den tillhör asteroidgruppen Koronis.